# ریموند اسمیت دوگان
| آیوا ۴۹۷       | ۴ نوامبر ۱۹۰۳   | list |
| اولین ۵۰۳      | ۱۹ ژانویه ۱۹۰۳  | list |
| ماریون ۵۰۶     | ۱۷ فوریه ۱۹۰۳   | list |
| لائودیکا ۵۰۷   | ۱۹ فوریه ۱۹۰۳   | list |
| پرینستونیا ۵۰۸ | ۲۰ آوریل ۱۹۰۳   | list |
| مابلا ۵۱۰      | ۲۰ مه ۱۹۰۳      | list |
| داویدا ۵۱۱     | ۳۰ مه ۱۹۰۳      | list |
| امهرستیا ۵۱۶   | ۲۰ سپتامبر ۱۹۰۳ | list |
| ادیت ۵۱۷       | ۲۲ سپتامبر ۱۹۰۳ | list |
| هالاوه ۵۱۸     | ۲۰ اکتبر ۱۹۰۳   | list |
| سیلوانیا ۵۱۹   | ۲۰ اکتبر ۱۹۰۳   | list |
| بریکسیا ۵۲۱    | ۱۰ ژانویه ۱۹۰۴  | list |
| آدا ۵۲۱        | ۲۷ ژانویه ۱۹۰۴  | list |
| سارا ۵۳۳       | ۱۹ آوریل ۱۹۰۴   | list |
| ناسوویا ۵۳۴    | ۱۹ آوریل ۱۹۰۴   | list |
| مونتاگ ۵۳۵     | ۷ مه ۱۹۰۴       | list |

ریموند اسمیت دوگان (انگلیسی: Raymond Smith Dugan; ۳۰ مهٔ ۱۸۷۸ – ۳۱ اوت ۱۹۴۰) اخترشناس، کاشف ریزسیاره‌ها و استاد دانشگاه اهل ایالات متحده آمریکا بود. او در مونتاگ، ماساچوست ایالات متحده خانوادهٔ جرمیا ولبی و مری اولین اسمیت به دنیا آمد.
دورهٔ کارشناسی و کارشناسی ارشد او از کالج آمهرست در ماساچوست در سال‌های ۱۸۹۹ و ۱۹۰۲ بود. دوگان سپس پایان‌نامه دکترای خود را در سال ۱۹۰۵ در رصدخانه ایالت هایدلبرگ-کونیگستول (رصدخانه Königstuhl، نزدیک هایدلبرگ) در دانشگاه هایدلبرگ دریافت کرد.
در آن زمان، رصدخانه هایدلبرگ مرکز اکتشاف سیارک زیر نظر ماکس ولف بود. در طول اقامت دوگان در آنجا، او ۱۶ سیارک را بین سال‌های ۱۹۰۲ و ۱۹۰۴ کشف کرد، به ویژه و از جمله سیارک سیارک ۵۱۱ را.
دوگان در دانشگاه پرینستون به عنوان مربی: (۱۹۰۵–۱۹۰۸)، استادیار (۱۹۰۸–۱۹۲۰) و استاد (۱۹۲۰–۱۹۲۰)، استخدام شد. او در سال ۱۹۰۹ با آنت رامفورد ازدواج کرد.
دوگان در سال ۱۹۲۷ با هنری نوریس راسل و جان کوئینسی استوارت یک کتاب درسی تأثیرگذار دو جلدی به نام «Astronomy: A Revision of Young's Manual of Astronomy» نوشت (Ginn & Co. , Boston, 1926-27, 1938, 1945). این نوشته کتاب درسی استاندارد نجوم برای مدتی حدود دو دهه شد.
دوگان در سال ۱۹۳۱ به عضویت انجمن فیلسوفان آمریکا انتخاب شد.

## افتخار
دهانه برخوردی ماه دوگان و سیارک کمربند اصلی «۲۷۷۲ دوگان» به افتخار او نامگذاری شده‌اند.